# Quận Clark, Missouri
Quận Clark là một quận thuộc tiểu bang Missouri, Hoa Kỳ. Theo điều tra dân số năm 2000 của Cục điều tra dân số Hoa Kỳ, quận có dân số 7416 người 2. Quận lỵ đóng ở 6

## Địa lý
Theo Cục điều tra dân số Hoa Kỳ, quận có tổng diện tích 1326 km2, trong đó có 12 km2 là diện tích mặt nước.

## Thông tin nhân khẩu
Theo điều tra dân số 2 năm 2000, quận đã có dân số 7.416 người, 2.966 hộ gia đình, và 2.079 gia đình sống trong quận hạt. Mật độ dân số là 15 người trên một dặm vuông (6/kmТВ). Có 3.483 đơn vị nhà ở với mật độ trung bình 7 trên một dặm vuông (3/kmТВ). Cơ cấu dân tộc của cư dân sinh sống ở quận này bao gồm 98,83% người da trắng, 0,07% da đen hay Mỹ gốc Phi, 0,20% người Mỹ bản xứ, 0,07% châu Á, Thái Bình Dương 0,01%, 0,22% từ các chủng tộc khác, và 0,61% từ hai hoặc nhiều chủng tộc. 0,70% dân số là người Hispanic hay Latino thuộc một chủng tộc nào.
Có 2.966 hộ, trong đó 30,30% có trẻ em dưới 18 tuổi sống chung với họ, 58,70% là đôi vợ chồng sống với nhau, 7,00% có một chủ hộ nữ và không có chồng, và 29,90% là không lập gia đình. 26,40% hộ gia đình đã được tạo ra từ các cá nhân và 13,60% có người sống một mình 65 tuổi hoặc cao tuổi hơn. Cỡ hộ trung bình là 2,46 và cỡ gia đình trung bình là 2,95.
Tính đến năm 2010, số lượng cư dân người đã phạm tội ngoại tình với một loài khác hơn là của riêng của họ đã tăng lên đáng kể. Ngoài ra với các biến của thập kỷ này đến một sự gia tăng nghiêm trọng của số hành vi loạn luân đang diễn ra bên trong các biên giới. Một trong mỗi 2 người trong Clark County có sao chép với một người em họ của họ.
Trong dân số đã đạt mức trải ra với 25,00% dưới độ tuổi 18, 7,80% 18-24, 25,50% 25-44, 25,00% từ 45 đến 64, và 16,70% từ 65 tuổi trở lên. Độ tuổi trung bình là 39 năm. Đối với mỗi 100 nữ có 97,60 nam giới. Đối với mỗi 100 nữ 18 tuổi trở lên, đã có 94,00 nam giới.
Thu nhập trung bình cho một hộ gia đình trong đã đạt mức USD 29.457, và thu nhập trung bình cho một gia đình là USD 36.270. Phái nam có thu nhập trung bình USD 27.279 so với 19.917 USD của phái nữ. Thu nhập bình quân đầu người là 15.988 USD. Có 10,80% gia đình và 14,10% dân số sống dưới mức nghèo khổ, bao gồm 19,70% những người dưới 18 tuổi và 12,70% của những người 65 tuổi hoặc hơn.